# USS Pillsbury (DD-227)
Za druga plovila z istim imenom glejte USS Pillsbury.
USS Pillsbury (DD-227) je bil rušilec razreda Clemson v sestavi Vojne mornarice Združenih držav Amerike.
Rušilec je bil poimenovan po pomorskem častniku Johnu E. Pillsburyju.